# Bénodet
Bénodet, Bretons: Benoded: monding van de Odet, is een plaats in Frankrijk. Het ligt aan de Atlantische kust, aan het zuiden van de punt van Bretagne en heeft een vissershaven. Bénodet telde op 1 januari 2022 3.878 inwoners.

## Bezienswaardigheden
Sinds 1972 is er ten noorden van Bénodet een brug over de Odet. Vroeger was er een bac, een overzetveer of veerdienst. Bénodet zelf is een badplaats met uitgestrekte zandstranden.
In het gehucht Perguet bevindt zich de middeleeuwse Chapelle de Perguet met calvarie.

### Scheepswrakken
De Bretoenen leggen hun afgedankte schepen op een plaat of een rivierbank en laten die zo liggen totdat rivier, wind en weerselementen de wrakken aantasten en doen verrotten en er nog een geraamte boven het slik uitsteekt en overblijft. Zij menen dat hun schepen dienst hebben gedaan en hun in de visserij winst hebben opgebracht. Uit respect laten ze hun schepen daarom liever "afsterven" in hun element, dan dat ze de schepen laten slopen door mensenhanden. Bij Bénodet bevinden zich een aantal van dergelijke scheepswrakken.

## Afbeeldingen
|  |  |

## Geografie
Bénodet ligt ongeveer 15 kilometer ten zuiden van Quimper, dat ook aan de Odet ligt. De oppervlakte van Bénodet bedroeg op 1 januari 2022 10,53 vierkante kilometer; de bevolkingsdichtheid was toen 368,3 inwoners per km².

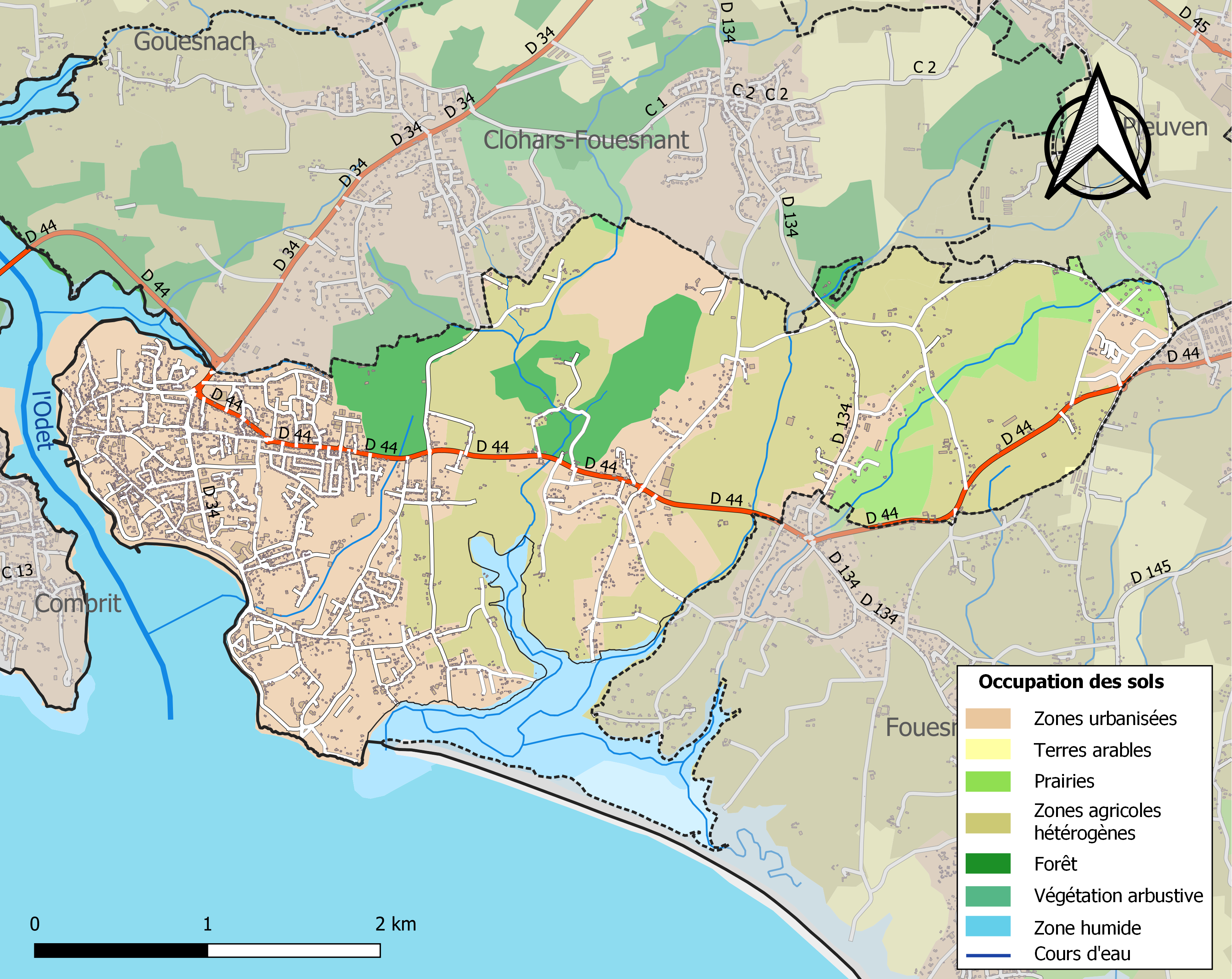
Kaart van de gemeente met belangrijkste infrastructuur, bodemgebruik en omliggende gemeenten

## Demografie
Onderstaande figuur toont het verloop van het inwonertal, bron: INSEE-tellingen.
Bénodet · Clohars-Fouesnant · La Forêt-Fouesnant · Ergué-Gabéric · Fouesnant · Gouesnach · Pleuven · Saint-Évarzec